# Municipio de Sunrise
El municipio de Sunrise (en inglés: Sunrise Township) es un municipio ubicado en el condado de Chisago en el estado estadounidense de Minnesota. En el año 2010 tenía una población de 1994 habitantes y una densidad poblacional de 16,86 personas por km².

## Geografía
El municipio de Sunrise se encuentra ubicado en las coordenadas 45°33′24″N 92°53′20″O / 45.55667, -92.88889. Según la Oficina del Censo de los Estados Unidos, el municipio tiene una superficie total de 118.3 km², de la cual 116,61 km² corresponden a tierra firme y (1,43 %) 1,69 km² es agua.

## Demografía
Según el censo de 2010, había 1994 personas residiendo en el municipio de Sunrise. La densidad de población era de 16,86 hab./km². De los 1994 habitantes, el municipio de Sunrise estaba compuesto por el 96,79 % blancos, el 0,6 % eran afroamericanos, el 0,75 % eran amerindios, el 0,8 % eran asiáticos, el 0,1 % eran de otras razas y el 0,95 % eran de una mezcla de razas. Del total de la población el 0,7 % eran hispanos o latinos de cualquier raza.